# Георги Топуков
Георги Якимов Топуков е български революционер, деец на Вътрешната македонска революционна организация.

## Биография
Георги Топуков е роден на 20 март 1874 година в северозападния македонски град Кратово в бедно семейство. Основно образование и първи гимназиален клас завършва в Кратово, а втори и трети клас в българското класно училище в Щип, където учители са му Гоце Делчев, Мише Развигоров и Георги Гочев. Поради липса на средства напуска училището и отива да работи при баща си в Лесново като кондурджия. В Лесново заедно с Йосе Бакърче и Йосиф Манафов влиза в местния комитет на ВМОРО, ръководен от игумена на Лесновския манастир Козма. До 1899 година Топуков е куриер на организацията като носи писма до пунктовия ръководител в Кратово, учителя Григор Манасиев и до Йосиф Даскалов.
В 1899 година в Лесновския манастир пристигат Гоце Делчев и Мише Развигоров, заклеват членовете на революционния комитет и Топуков започва да получава по-големи задачи. В 1900 година се преселва от Лесново в Кратово, където работи с Манасиев и Даскалов. В 1901 година се заселва в Злетово, където работи ръководителя на местната организация на ВМОРО Славчо Абазов до затварянето му в Скопие в 1903 година. В Злетово също изпълнява куриерски задачи - снабдява четите на Атанас Бабата, Диме Берберов, Кръстю Българията, Ефрем Чучков и Иван Бърльо в Кратовско-Злетовския район с храна, облекло, оръжие и кореспонденция. В 1904 година участва в сражението при село Калнище, Кратовско. В 1905 годна след предателство е заловен и лежи 5 месеца в Кратовския затвор, а къщата му е изгорена от турци.
След Младотурската революция в 1908 година се изселва в България, но в 1912 година се връща в Злетово.
Георги Топуков е женен за Зоица, сестрата на Славчо Абазов. Техен син е журналистът Страхил Топуков.
При освобождението на Вардарска Македония, през май 1941 година Миялче Топуков влиза в българския акционен комитет в Кратово.

## Родословие
|  |  |  |  |               |               |               |               |                 |                 |                 |                 | Яков Топуков              |                           |                           |                           |                           |                           |  |  |                             |                             |                             |                             |                             |                             |  |  |                  |                  |                  |                  |                  |                  |  |  |
|  |  |  |  |               |               |               |               |                 |                 |                 |                 |                           |                           |                           |                           |                           |                           |  |  |                             |                             |                             |                             |                             |                             |  |  |                  |                  |                  |                  |                  |                  |  |  |
|  |  |  |  | Зоица Абазова | Зоица Абазова | Зоица Абазова | Зоица Абазова | Зоица Абазова   | Зоица Абазова   |                 |                 | Георги Топуков (1874 – ?) | Георги Топуков (1874 – ?) | Георги Топуков (1874 – ?) | Георги Топуков (1874 – ?) | Георги Топуков (1874 – ?) | Георги Топуков (1874 – ?) |  |  | Иван Топуков (1863 – ?)     | Иван Топуков (1863 – ?)     | Иван Топуков (1863 – ?)     | Иван Топуков (1863 – ?)     | Иван Топуков (1863 – ?)     | Иван Топуков (1863 – ?)     |  |  | Викентий Топуков | Викентий Топуков | Викентий Топуков | Викентий Топуков | Викентий Топуков | Викентий Топуков |  |  |
|  |  |  |  | Зоица Абазова | Зоица Абазова | Зоица Абазова | Зоица Абазова | Зоица Абазова   | Зоица Абазова   |                 |                 | Георги Топуков (1874 – ?) | Георги Топуков (1874 – ?) | Георги Топуков (1874 – ?) | Георги Топуков (1874 – ?) | Георги Топуков (1874 – ?) | Георги Топуков (1874 – ?) |  |  | Иван Топуков (1863 – ?)     | Иван Топуков (1863 – ?)     | Иван Топуков (1863 – ?)     | Иван Топуков (1863 – ?)     | Иван Топуков (1863 – ?)     | Иван Топуков (1863 – ?)     |  |  | Викентий Топуков | Викентий Топуков | Викентий Топуков | Викентий Топуков | Викентий Топуков | Викентий Топуков |  |  |
|  |  |  |  |               |               |               |               |                 |                 |                 |                 |                           |                           |                           |                           |                           |                           |  |  |                             |                             |                             |                             |                             |                             |  |  |                  |                  |                  |                  |                  |                  |  |  |
|  |  |  |  |               |               |               |               | Страхил Топуков | Страхил Топуков | Страхил Топуков | Страхил Топуков | Страхил Топуков           | Страхил Топуков           |                           |                           |                           |                           |  |  | Станимир Топуков (1894 – ?) | Станимир Топуков (1894 – ?) | Станимир Топуков (1894 – ?) | Станимир Топуков (1894 – ?) | Станимир Топуков (1894 – ?) | Станимир Топуков (1894 – ?) |  |  |                  |                  |                  |                  |                  |                  |  |  |